# Sólyom a sasfészekben (televíziós sorozat)
A Sólyom a sasfészekben 1973-ban készült fekete-fehér, 4 részes magyar krimisorozat, Szőnyi G. Sándor rendezésében. A forgatókönyvet Aczél János és Semsey Jenő írta, akik a történetet később regény formájában is feldolgozták. A sorozat Démy-Gerő Sándor egykori ÁVH-s tisztnek a Magyar Harcosok Bajtársi Közössége elleni bevetését mutatja be, de a sorozat cselekménye több ponton is eltér a valóságtól.
A hidegháború első éveiben játszódó megtörtént események ihlette sorozat a magyar hírszerzésbe enged bepillantást. A történet főhőse Dóczy Pál, aki a Magyar Harcosok Bajtársi Közösségébe beépülve próbálja felettesei utasítását végrehajtani.

## Epizódok
- 1. rész: Elindulás és megérkezés
- 2. rész: A kirándulás
- 3. rész: A találkozó
- 4. rész: A disszertáció

## Szereplők
- Koncz Gábor – Dóczy Pál főhadnagy 'Sólyom' (Démy-Gerő Sándor)
- Avar István – Korpássy Miklós őrnagy (Korponay Miklós)
- Sunyovszky Szilvia – Sárossy Ildikó
- Solti Bertalan – Zákonyi András tábornok (Zákó András)
- Polgár Géza – Varga százados
- Somogyvári Rudolf – Ráb alezredes
- Márkus László – Viola páter
- Nagy Attila – Takách őrnagy
- Láng József – Török Zsolt főhadnagy
- Madaras József – Kádas Imre hadnagy
- Szersén Gyula – Sztankó Kálmán főhadnagy
- Gelley Kornél – Kelecsényi Tibor százados
- Őze Lajos – Kondorosy Jenő
- Lázár Mária – Emmi néni
- Rajz János – vitéz Jáky Ernő alezredes
- Agárdy Gábor – Bakos Gyula
- Tomanek Nándor – Henri Bettain tábornok
- Harsányi Gábor – Kiss Tamás
- Kovács Károly – Vanák Rezső/Vízváry Rudolf ezredes
- Kalocsay Miklós – Vass Balázs hadnagy
- Lőte Attila – Noszkó Tibor százados
- Juhász Jácint – Halassy Géza főhadnagy
- Balázs Péter – Bánvölgyi százados (Bánhegyi Sándor)
- Fonyó József – Altai zászlós
- Nagy István – Novák főtörzsőrmester
- Bende László – Kisbarnaki Farkas Ferenc
- Bencze Ilona – Márta
- Blaskó Péter
- Versényi László
- Garics János
- Szokolay Ottó
- Zákonyi Sándor
- Bánhidi László
- Kemény Henrik
- Molnár Tibor
- Körmendi János
- Bod Teréz
- Fodor Zsóka
- Surányi Imre
- Pintér Tamás

## Külső hivatkozások
- Sólyom a sasfészekben a PORT.hu-n (magyarul)
- Sólyom a sasfészekben az Internet Movie Database-ben (angolul)
- Sólyom a sasfészekben a Box Office Mojón (angolul)